# Stadtbezirke Münchens

Aktuelle Stadtbezirke Münchens

Die Stadtbezirke Münchens stellen eine verwaltungsrechtliche Gliederung des Stadtgebiets der bayerischen Landeshauptstadt München dar.
Das Münchner Stadtgebiet ist nicht in Ortsteile im gemeinderechtlichen Sinn unterteilt, sondern – ausschließlich – in Stadtbezirke. Deren Zahl war bis zum Zweiten Weltkrieg auf 41 gestiegen und wurde bei einer Neugliederung 1992 und 1996 auf die heutige Zahl von 25 verringert. Im Alltagsgebrauch beziehen sich die Münchner jedoch eher auf die historisch gewachsenen Stadtteile und Quartiere als auf die verwaltungsrechtlichen Stadtbezirke.

## Geschichte

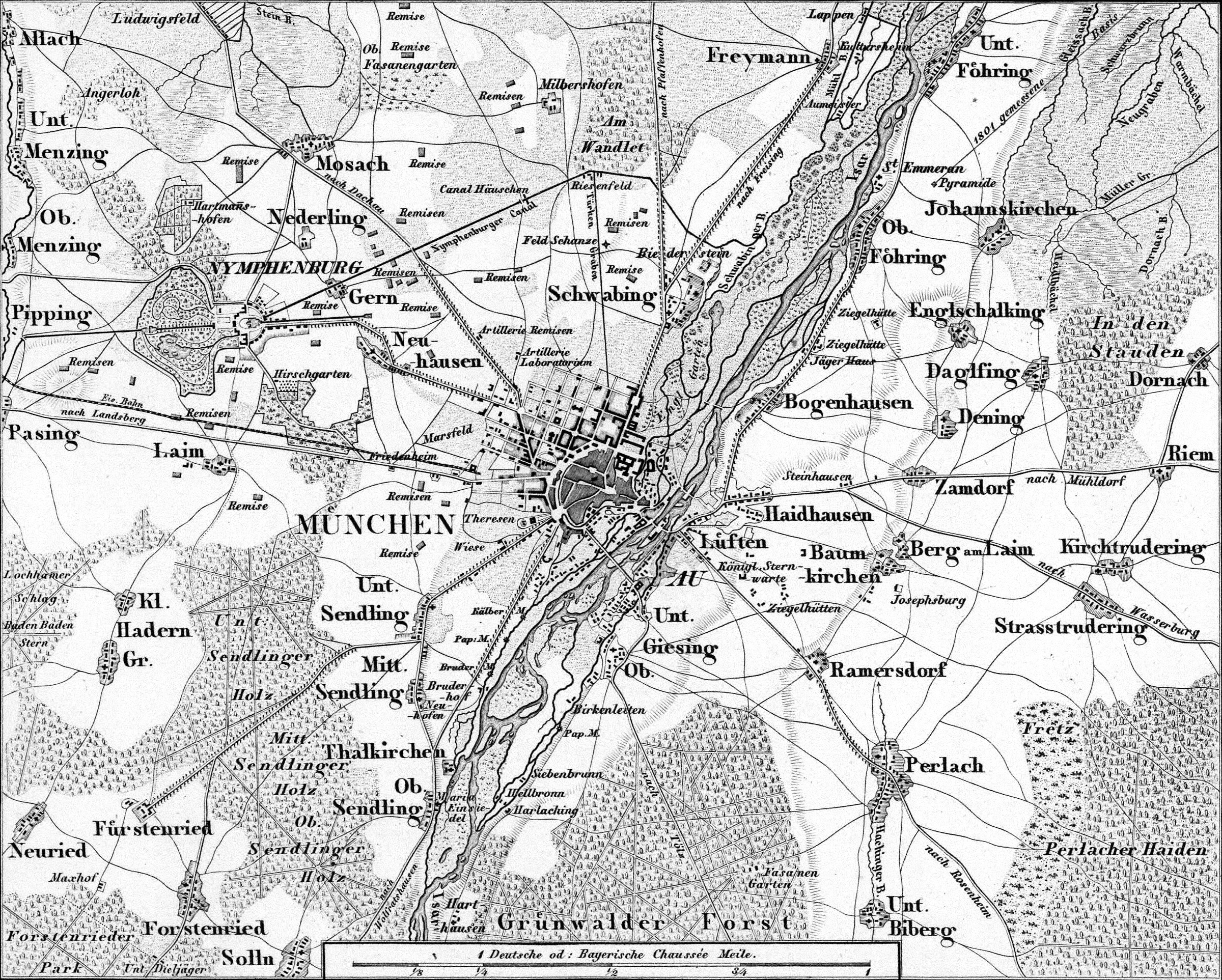
München und Umgebung auf einer Karte von 1856, als die meisten der späteren Stadtbezirke noch selbständige Gemeinden waren.

Seit dem Mittelalter war die Stadt München (die heutige Altstadt) in vier Viertel eingeteilt. Mit dem Wachstum der Stadt außerhalb der Stadtmauern im 19. Jahrhundert kamen zu den alten inneren Vierteln vier äußere Viertel dazu, die bald eigene Bezeichnungen mit dem Namensbestandteil „-vorstadt“ bekamen. Mit der Erweiterung des Stadtgebiets durch Eingemeindungen wurde die Stadt in Bezirke eingeteilt, die mit römischen Zahlen bezeichnet wurden. Neu eingemeindete Gemeinden wurden einem bestehenden Stadtbezirk zugeordnet (z. B. Oberföhring zum Bezirk 29), als eigener Stadtbezirk eingerichtet (z. B. Berg am Laim als Stadtbezirk 31) oder mit anderen Orten zu einem Stadtbezirk zusammengefasst (z. B. Allach und Untermenzing zum Stadtbezirk 38). Bis zum Zweiten Weltkrieg entstanden so 41 Stadtbezirke.
Als 1947 die Bezirksausschüsse eingerichtet wurden, begannen auch Überlegungen, den Stadtbezirken Namen zu geben, um sie weniger anonym erscheinen zu lassen. Diese Namen entsprachen überwiegend den historischen Ortsnamen, auch wenn die Grenzen der Stadtbezirke nicht unbedingt mit denen der ehemaligen Gemeinde zusammenfielen. Nach mehrjähriger Diskussion wurden diese Namen am 2. Februar 1954 durch den Münchner Stadtrat beschlossen.
1992 wurden die bis dahin bestehenden 41 Stadtbezirke zu 24 zusammengefasst. Der Stadtbezirk 25 (Laim) entstand erst 1996 durch Trennung von der Schwanthalerhöhe, nachdem es gegen die 1992 erfolgte Zusammenlegung dieser beiden Stadtbezirke großen Widerstand in der Bevölkerung gegeben hatte.
Zum Stichtag 1. Januar 2011 erfolgte eine Neueinteilung der Stadtbezirksteile und Stadtbezirksviertel.

## Aktuelle Stadtbezirke
Die aktuellen 25 Stadtbezirke Münchens sind (Fläche und Bevölkerungsstand vom 31. Dezember 2024):
| Nr. | Stadtbezirk                                             | Fläche (km²) | Einwohner | Dichte (Einw./km²) | Nichtdeutsche |
| --- | ------------------------------------------------------- | ------------ | --------- | ------------------ | ------------- |
| 1   | Altstadt-Lehel                                          | 3,15         | 20.876    | 6.636              | 25,3 %        |
| 2   | Ludwigsvorstadt-Isarvorstadt                            | 4,40         | 50.081    | 11.378             | 26,5 %        |
| 3   | Maxvorstadt                                             | 4,30         | 52.434    | 12.199             | 26,8 %        |
| 4   | Schwabing-West                                          | 4,36         | 68.610    | 15.724             | 24,2 %        |
| 5   | Au-Haidhausen                                           | 4,22         | 63.972    | 15.159             | 23,9 %        |
| 6   | Sendling                                                | 3,94         | 41.002    | 10.410             | 28,0 %        |
| 7   | Sendling-Westpark                                       | 7,81         | 62.240    | 7.964              | 31,5 %        |
| 8   | Schwanthalerhöhe                                        | 2,07         | 28.584    | 13.807             | 32,1 %        |
| 9   | Neuhausen-Nymphenburg                                   | 12,91        | 101.901   | 7.890              | 26,5 %        |
| 10  | Moosach                                                 | 11,09        | 56.015    | 5.049              | 34,8 %        |
| 11  | Milbertshofen-Am Hart                                   | 13,42        | 77.281    | 5.760              | 43,6 %        |
| 12  | Schwabing-Freimann                                      | 25,67        | 77.092    | 3.003              | 30,8 %        |
| 13  | Bogenhausen                                             | 23,71        | 95.475    | 4.026              | 29,1 %        |
| 14  | Berg am Laim                                            | 6,32         | 47.367    | 7.500              | 35,1 %        |
| 15  | Trudering-Riem                                          | 22,45        | 76.280    | 3.397              | 25,6 %        |
| 16  | Ramersdorf-Perlach                                      | 19,90        | 120.776   | 6.070              | 36,5 %        |
| 17  | Obergiesing-Fasangarten                                 | 5,72         | 54.352    | 9.501              | 32,8 %        |
| 18  | Untergiesing-Harlaching                                 | 8,06         | 54.067    | 6.710              | 25,7 %        |
| 19  | Thalkirchen-Obersendling- Forstenried-Fürstenried-Solln | 17,76        | 103.717   | 5.839              | 31,5 %        |
| 20  | Hadern                                                  | 9,22         | 51.637    | 5.598              | 31,8 %        |
| 21  | Pasing-Obermenzing                                      | 16,50        | 81.804    | 4.959              | 26,7 %        |
| 22  | Aubing-Lochhausen-Langwied                              | 34,06        | 61.011    | 1.791              | 34,6 %        |
| 23  | Allach-Untermenzing                                     | 15,45        | 36.230    | 2.345              | 26,9 %        |
| 24  | Feldmoching-Hasenbergl                                  | 28,94        | 63.756    | 2.203              | 35,2 %        |
| 25  | Laim                                                    | 5,29         | 57.116    | 10.805             | 31,7 %        |
|     | Landeshauptstadt München                                | 310,73       | 1.603.776 | 5.161              | 30,6 %        |

## Funktion und Aufgabe
Die Stadtbezirke Münchens haben die Funktion der kommunalen Selbstverwaltung, sofern diese nicht direkt von der Gesamtstadt wahrgenommen werden, worüber jeweils der Stadtrat entscheidet. Dazu gibt es in den einzelnen Stadtteilen Bezirksausschüsse. Die Mitglieder der Bezirksausschüsse werden bei den Kommunalwahlen gleichzeitig mit den Stadtratsmitgliedern gewählt.

### Anhörungs-, Unterrichtungs- und Antragsrechte
Die direkt gewählten Münchner Bezirksausschüsse fungieren dabei laut – im Wesentlichen seit 2004 unverändert geltendem und aktuell (2021) gültigem – Münchner Stadtrecht nur in relativ bescheidenem Maße im Sinne eigentlicher Organe der kommunalen Selbstverwaltung mit eigenen Entscheidungsbefugnissen.  Vielmehr handelt es sich genau genommen vor allem um Vertretungsorgane der Stadtteilbürger gegenüber der Gesamtstadt, die ein gewisses Mitspracherecht gegenüber dem politischen und Verwaltungshandeln Gesamtmünchens ausüben. Und zwar dies durch Mitgestaltung und Einbindung der Bezirksausschüsse in die Planung und Durchführung der stadtbezirksbezogenen Bürgerversammlungen, sowie durch umfangreiche Anhörungs-, Unterrichtungs- und Antragsbefugnisse gegenüber der Gesamtstadt München, in allen den jeweiligen Bezirk betreffenden Angelegenheiten: Dies gilt sowohl gegenüber dem Direktorium und der Stadtkämmerei als auch gegenüber den Fachreferaten (Fachbereichen) und reicht – immer in Bezug auf den jeweiligen Stadtbezirk – von der Unterrichtung von allen einschlägigen Stadtratsbeschlüssen, über die Anhörung zu Maßnahmen etwa im Bereich von Bau, Gartenbau und städtischen Versorgungseinrichtungen, bis hin zur Anhörung vor dem Erlass städtischer Verwaltungsvorschriften für fast alle Bereiche.

### Entscheidungsbefugnisse
Die den Münchner Bezirksausschüssen übertragenen wirklichen Entscheidungsbefugnisse beschränken sich vor allem auf die Ausgestaltung – auch Namensgebung – von Straßen, Plätzen und Sporteinrichtungen, die alleinige oder Mitgenehmigung von Straßenverkaufsflächen und Wochenmärkten, sowie teilweise die Bezuschussung von Vereinen und anderen gesellschaftlichen Einrichtungen und die Durchführung stadtteilbezogener Kulturveranstaltungen, und all dies immer nur insofern ihnen keine gesamtstädtische Bedeutung zukommt. Ein eigenständiges finanzielles Ausgaberecht haben die Bezirksausschüsse dabei nur bei kleineren stadtteilbezogenen Projekten, vor allem im Bau-, Verkehrs- und Kulturbereich, in einem genau festgelegten, vergleichsweise engen Finanzrahmen (höchstens bis zu niedrigen einstelligen Millionenbeträgen je Bereich).

## Weitere Unterteilung

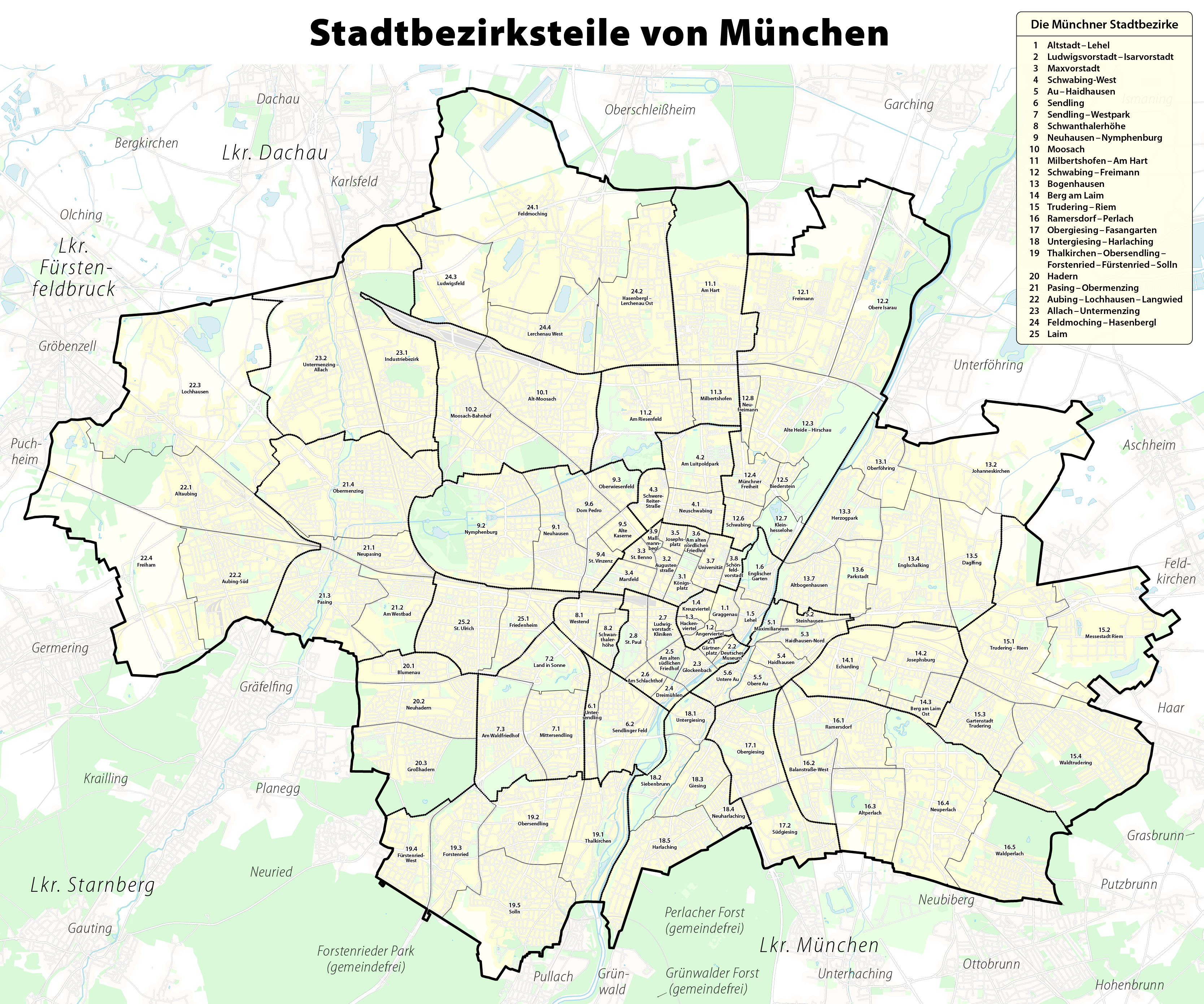
Unterteilung der Stadtbezirke Münchens in Stadtbezirksteile

Die 25 Stadtbezirke sind in 108 Stadtbezirksteile unterteilt (je nach Größe und Bevölkerung zwischen 2 und 9 Stadtbezirksteile pro Stadtteil), die jedoch allein Verwaltungs- und Statistikzwecken dienen und keine eigenen Aufgaben haben. Stadtbezirksteile werden mit Nummern bezeichnet, die aus der Nummer des Stadtbezirks, gefolgt von einem Punkt und einer Ziffer bestehen. Sie tragen auch einen Namen, der jedoch nicht unbedingt ein Ortsname ist, sondern sich auch auf in dem Stadtbezirksteil befindliche Einzelobjekte beziehen kann wie beispielsweise Gebäude (z. B. St. Benno, Universität, Am Westbad), Straßen (z. B. Schwere-Reiter-Straße, Balanstraße-West), Plätze (z. B. Königsplatz, Josephsplatz), Parks (z. B. Englischer Garten Süd, Am Luitpoldpark), Friedhöfe (z. B. Am alten südlichen Friedhof, Am Waldfriedhof) usw.
| Stadt- bezirks- nr. | Stadtbezirk                                             | Stadtbezirksteile (Nr.) |
| ------------------- | ------------------------------------------------------- | --- |
| 1                   | Altstadt-Lehel                                          | Graggenau (1), Angerviertel (2), Hackenviertel (3), Kreuzviertel (4), Lehel (5), Englischer Garten Süd (6)                                                                     |
| 2                   | Ludwigsvorstadt-Isarvorstadt                            | Gärtnerplatz (1), Deutsches Museum (2), Glockenbach (3), Dreimühlen (4), Am alten südlichen Friedhof (5), Am Schlachthof (6), Ludwigsvorstadt-Kliniken (7), St. Paul (8)       |
| 3                   | Maxvorstadt                                             | Königsplatz (1), Augustenstraße (2), St. Benno (3), Marsfeld (4), Josephsplatz (5), Am alten nördlichen Friedhof (6), Universität (7), Schönfeldvorstadt (8), Maßmannbergl (9) |
| 4                   | Schwabing-West                                          | Neuschwabing (1), Am Luitpoldpark (2), Schwere-Reiter-Straße (3) |
| 5                   | Au-Haidhausen                                           | Maximilianeum (1), Steinhausen (2), Haidhausen-Nord (3), Haidhausen-Süd (4), Obere Au (5), Untere Au (6)                                                                       |
| 6                   | Sendling                                                | Untersendling (1), Sendlinger Feld (2) |
| 7                   | Sendling-Westpark                                       | Mittersendling (1), Land in Sonne (2), Am Waldfriedhof (3) |
| 8                   | Schwanthalerhöhe                                        | Westend (1), Schwanthalerhöhe (2) |
| 9                   | Neuhausen-Nymphenburg                                   | Neuhausen (1), Nymphenburg (2), Oberwiesenfeld (3), St. Vinzenz (4), Alte Kaserne (5), Dom Pedro (6)                                                                           |
| 10                  | Moosach                                                 | Alt Moosach (1), Moosach-Bahnhof (2) |
| 11                  | Milbertshofen-Am Hart                                   | Am Hart (1), Am Riesenfeld (2), Milbertshofen (3) |
| 12                  | Schwabing-Freimann                                      | Freimann (1), Obere Isarau (2), Alte Heide-Hirschau (3), Münchener Freiheit (4), Biederstein (5) Schwabing-Ost (6), Kleinhesselohe (7), Neufreimann (8)                        |
| 13                  | Bogenhausen                                             | Oberföhring (1), Johanneskirchen (2), Herzogpark (3), Englschalking (4), Daglfing (5), Parkstadt (6), Altbogenhausen (7)                                                       |
| 14                  | Berg am Laim                                            | Echarding (1), Josephsburg (2), Berg am Laim Ost (3) |
| 15                  | Trudering-Riem                                          | Trudering-Riem (1), Messestadt Riem (2), Gartenstadt Trudering (3), Waldtrudering (4)                                                                                          |
| 16                  | Ramersdorf-Perlach                                      | Ramersdorf (1), Balanstraße-West (2), Altperlach (3), Neuperlach (4), Waldperlach (5)                                                                                          |
| 17                  | Obergiesing-Fasangarten                                 | Obergiesing (1), Südgiesing (2) |
| 18                  | Untergiesing-Harlaching                                 | Untergiesing (1), Siebenbrunn (2), Giesing (3), Neuharlaching (4), Harlaching (5)                                                                                              |
| 19                  | Thalkirchen-Obersendling- Forstenried-Fürstenried-Solln | Thalkirchen (1), Obersendling (2), Forstenried (3), Fürstenried-West (4), Solln (5)                                                                                            |
| 20                  | Hadern                                                  | Blumenau (1), Neuhadern (2), Großhadern (3) |
| 21                  | Pasing-Obermenzing                                      | Neupasing (1), Am Westbad (2), Pasing (3), Obermenzing (4) |
| 22                  | Aubing-Lochhausen-Langwied                              | Altaubing (1), Aubing-Süd (2), Lochhausen (3), Freiham (4) |
| 23                  | Allach-Untermenzing                                     | Industriebezirk (1), Untermenzing-Allach (2) |
| 24                  | Feldmoching-Hasenbergl                                  | Feldmoching (1), Hasenbergl-Lerchenau Ost (2), Ludwigsfeld (3), Lerchenau West (4)                                                                                             |
| 25                  | Laim                                                    | Friedenheim (1), St. Ulrich (2) |

Unterhalb der Gliederungsebene der Stadtbezirksteile gibt es 475 Stadtbezirksviertel. Diese werden auf der untersten Ebene in Baublöcke gegliedert. Ein Baublock ist dabei ein räumlich zusammenhängender Bereich von Grundstücken, der möglichst allseitig durch Straßen, Wege, Eisenbahnlinien, Wasserläufe oder sonstige markante topografische Linien begrenzt – nicht aber durchschnitten – wird. Die Baublöcke haben keine Namen, und nur die Hälfte der Stadtbezirksviertel (237 von 475) trägt einen Namen.
Zum Stichtag 1. Januar 2011 erfolgte eine Neueinteilung der Stadtbezirksteile und Stadtbezirksviertel.

## Stadtbezirke bis 1992

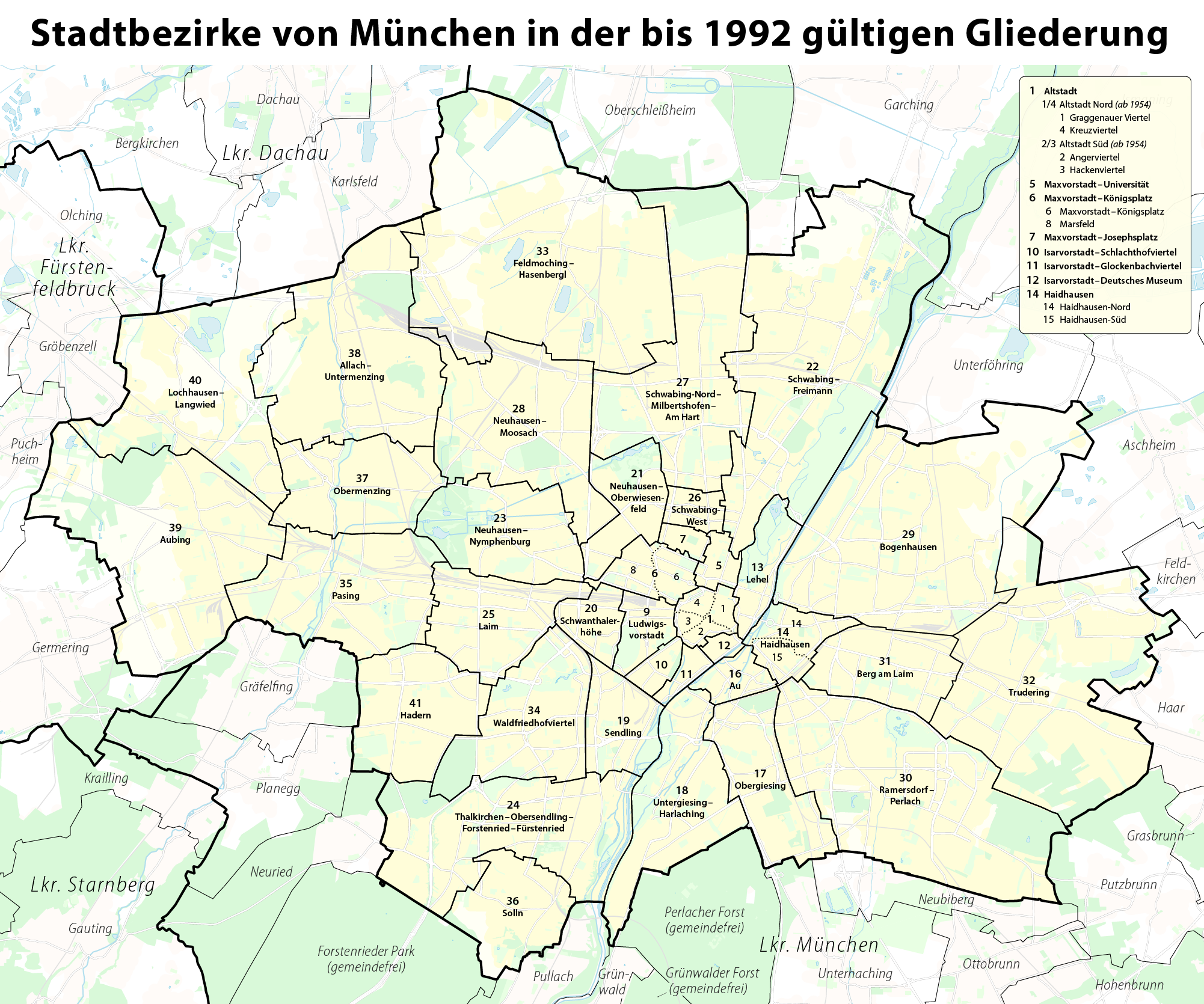
Karte der Stadtbezirke von München in der bis 1992 gültigen Gliederung

Nach dem Zweiten Weltkrieg war München in die folgenden 41 Stadtbezirke gegliedert, die mit kleineren Änderungen bis zu der Neueinteilung im Jahr 1992 bestanden:
1. Max-Joseph-Platz
2. Angerviertel
3. Sendlinger Straße
4. City-Bezirk
1/4 Altstadt Nord (ab 1954)
2/3 Altstadt Süd (ab 1954)
5. Maxvorstadt – Universitätsviertel
6. Maxvorstadt – Königsplatz
7. Maxvorstadt – Josephsplatz
8. Marsfeld
9. Wiesenviertel
10. Isarvorstadt – Schlachthausviertel
11. Isarvorstadt – Glockenbachviertel
12. Isarvorstadt – Deutsches Museum
13. Lehel
14. Haidhausen-Nord
15. Haidhausen-Süd
14/15 Haidhausen
16. Au
17. Obergiesing
Altobergiesing
Fasangarten
18. Untergiesing-Harlaching
Untergiesing
Harlaching
19. Sendling
20. Schwanthalerhöhe
21. Neuhausen – Oberwiesenfeld
22. Schwabing – Freimann
Schwabing-Ost
Freimann – Alte Heide
23. Neuhausen – Nymphenburg
östlich
westlich
24. Thalkirchen – Obersendling – Forstenried
Thalkirchen – Prinz-Ludwigs-Höhe
Obersendling
Forstenried – Fürstenried
25. Laim
26. Schwabing-West
27. Milbertshofen – Am Hart
Schwabing-Nord
Milbertshofen
Am Hart
28. Neuhausen – Moosach
Äußere Dachauer Straße
Moosach
29. Bogenhausen
Bogenhausen
Oberföhring
Daglfing – Denning
30. Ramersdorf – Perlach
Ramersdorf
Perlach und Neuperlach
Waldperlach
31. Berg am Laim
32. Trudering
Alttrudering – Riem
Gartenstadt Trudering
Waldtrudering
33. Feldmoching – Hasenbergl
Feldmoching
Harthof – Lerchenau – Hasenbergl
Ludwigsfeld
34. Waldfriedhofviertel
35. Pasing
Villenkolonie I und II
Alt-Pasing
36. Solln
37. Obermenzing
38. Allach – Untermenzing
Allach
Untermenzing
39. Aubing
Aubing
Neuaubing
40. Lochhausen – Langwied
südlich der Bahnlinie
nördlich der Bahnlinie
41. Hadern

## Andere Ortsbezeichnungen

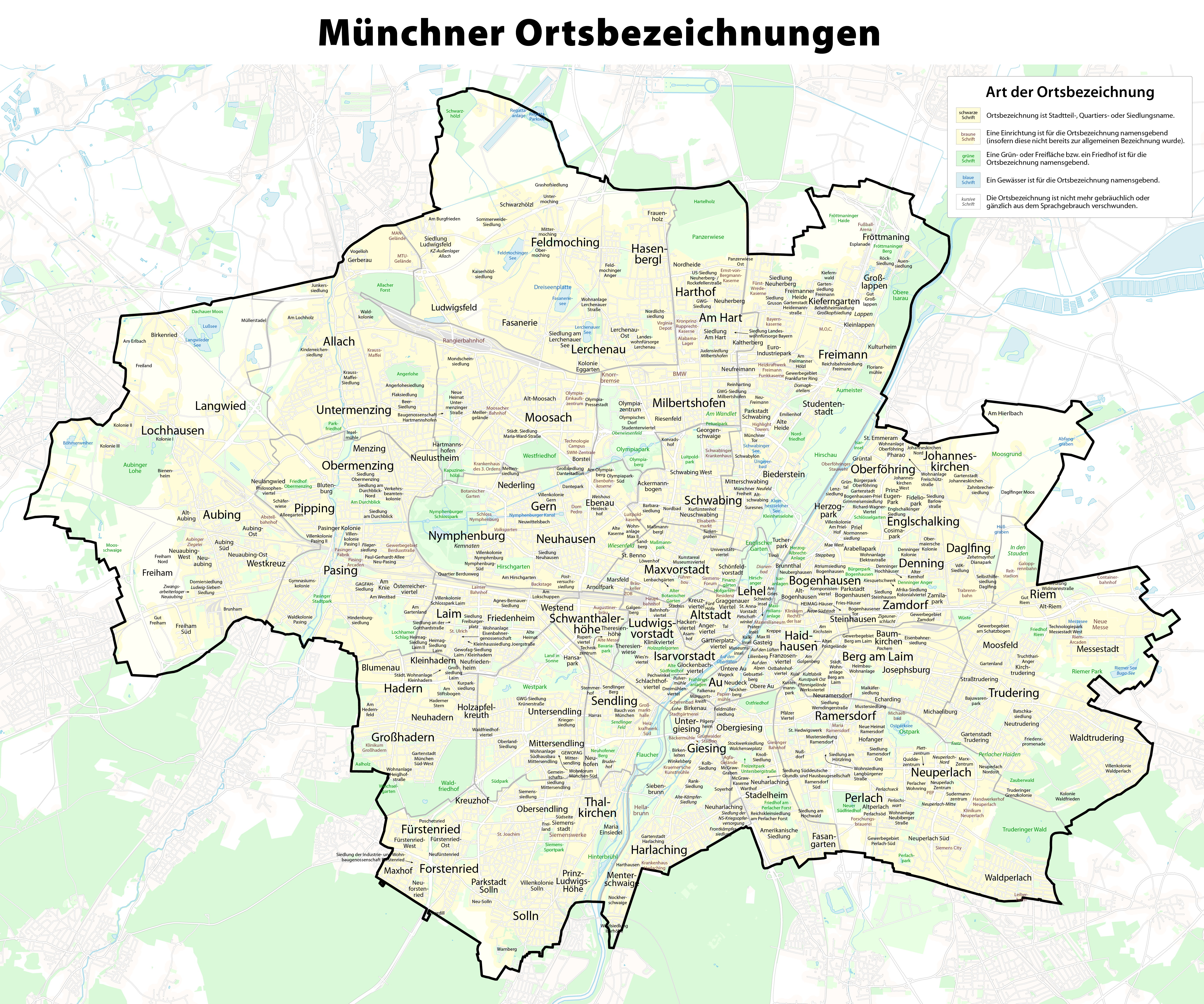
Ortsbezeichnungen in München

Die offiziellen Stadtbezirke und Stadtteile decken sich nicht unbedingt immer mit den Raumvorstellungen in der Bevölkerung. Darüber hinaus gibt es auch viele weitere Ortsbezeichnungen in München, die sich nicht in den offiziellen Bezeichnungen wiederfinden. Einen (nicht vollständigen) Überblick über solche Ortsbezeichnungen gibt die nebenstehende Karte.